# Гемпстед (Меріленд)
Гемпстед (англ. Hampstead) — місто (англ. town) в США, в окрузі Керролл штату Меріленд. Населення — 6241 особа (2020).

## Географія
Гемпстед розташований за координатами 39°36′45″ пн. ш. 76°51′23″ зх. д. / 39.61250° пн. ш. 76.85639° зх. д. (39.612571, -76.856289).  За даними Бюро перепису населення США в 2010 році місто мало площу 8,31 км², з яких 8,26 км² — суходіл та 0,05 км² — водойми.

## Демографія
Згідно з переписом 2010 року, у місті мешкали 6323 особи в 2415 домогосподарствах у складі 1658 родин. Густота населення становила 761 особа/км².  Було 2500 помешкань (301/км²).
Расовий склад населення:
| - 94,0 % — білих - 2,0 % — чорних або афроамериканців - 1,4 % — азіатів - 0,3 % — корінних американців |

До двох чи більше рас належало 1,5 %. Частка іспаномовних становила 3,0 % від усіх жителів.
За віковим діапазоном населення розподілялося таким чином: 28,4 % — особи молодші 18 років, 61,8 % — особи у віці 18—64 років, 9,8 % — особи у віці 65 років та старші. Медіана віку мешканця становила 35,2 року. На 100 осіб жіночої статі у місті припадало 89,8 чоловіків;  на 100 жінок у віці від 18 років та старших — 85,2 чоловіків також старших 18 років.
Середній дохід на одне домашнє господарство  становив 86 997 доларів США (медіана — 77 198), а середній дохід на одну сім'ю — 99 059 доларів (медіана — 84 674). Медіана доходів становила 61 483 долари для чоловіків та 53 345 доларів для жінок. За межею бідності перебувало 3,4 % осіб, у тому числі 3,8 % дітей у віці до 18 років та 1,1 % осіб у віці 65 років та старших.
Цивільне працевлаштоване населення становило 3523 особи. Основні галузі зайнятості: освіта, охорона здоров'я та соціальна допомога — 22,1 %, роздрібна торгівля — 14,1 %, науковці, спеціалісти, менеджери — 11,8 %, виробництво — 10,2 %.